# Bulgária népessége
Bulgária népessége 2024-ben 6 433 821 fő volt. 2011-ben lakosságának 84,8%-a bolgár, 8,8%-a török és 4,9%-a cigány volt.

## Etnikai megoszlás

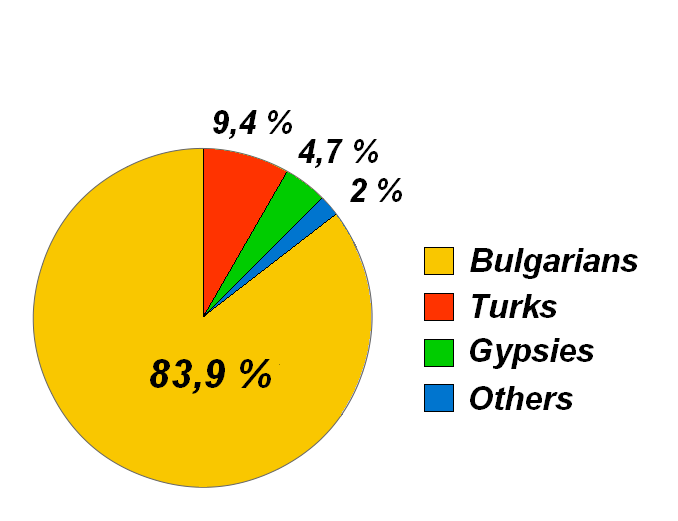
Bulgária lakosságának etnikai megoszlása. Narancssárga: bolgár, piros: török, zöld: roma, kék: egyéb

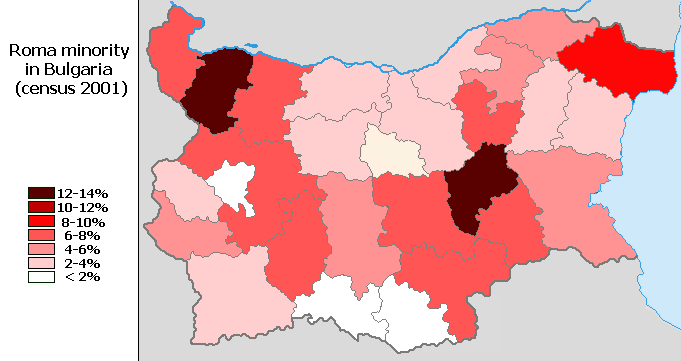
Cigányok Bulgáriában

Népszámlálás adatok az etnikai hovatartozásról:
| Etnikai csoport | Létszám (1992) | Arány (1992) | Létszám (2001) | Arány (2001) |
| --------------- | -------------- | ------------ | -------------- | ------------ |
| bolgár          | 7 271 185      | 85,67%       | 6 655 210      | 82,71%       |
| török           | 800 052        | 9,43%        | 746 664        | 9,28%        |
| cigány          | 313 396        | 3,69%        | 370 908        | 4,60%        |
| orosz           | 17 139         | 0,20%        | 15 595         | 0,19%        |
| örmény          | 13 677         | 0,16%        | 10 382         | 0,13%        |
| vlach           | 5159           | 0,06%        | 10 566         | 0,13%        |
| macedón         | 0              | 0,00%        | 5071           | 0,06%        |
| görög           | 4930           | 0,06%        | 3408           | 0,04%        |
| ukrán           | na             | –            | 2489           | 0,03%        |
| zsidó           | 3461           | 0,04%        | 1363           | 0,01%        |
| román           | na             | –            | 1088           | 0,01%        |
| egyéb           | 58 634         | 0,69%        | 18 792         | 0,23%        |
| nem válaszolt   | 0              | 0,00%        | 62 108         | 0,77%        |
| teljes lakosság | 8 487 317      | 100,00%      | 8 046 652      | 100,00%      |

Az elemzők szerint rendszerváltozás utáni népszámlálási adatok nem fedik le a teljes valóságot. Sokan a társadalmi beilleszkedés felgyorsítása végett igyekeznek a környék többségébe beolvadni. Így a bolgár többségű Kelet-Rodopéban a pomákok és a keresztény cigányok jelentős számban vallják magukat bolgárnak, ugyanakkor a muzulmán többségű Nyugat-Rodopéban a pomákok és a cigányok teljes mértékben töröknek vallják magukat. Azonban azt sem szabad elfelejteni, hogy a falusi emberek körében a bolgárok számára a pomákok törökök, a törökök körében a pomákok félig bolgárok, és a cigány mindenki számára cigány marad, függetlenül attól, hogy minek vallotta magát.
Bulgária nem ismeri el a délnyugat-bulgáriai macedón kisebbség létezését; a bolgár történészek szerint a macedónok nem alkotnak önálló népet, hanem valójában bolgárok.

### Törökök
A keresztények sanyarú sorsa ellenére a 19. századi bolgár forradalmi újságírásban a törökök nem más vallású és utálatra méltó zsarnokokként szerepeltek. Rakovszki, Karavelov, Szlavejkov és Botev cikkeiben inkább a vallási fanatizmus, a reformra és a nyugati civilizáció befogadására képtelen ember jelképévé váltak. Ennek is köszönhető, hogy az 1878-as felszabadulást követően az új bolgár kormány egyik első rendelete megtiltotta a muzulmán lakosság zaklatását. Az 1878-as tarnovói alkotmányt a török küldöttek meg is szavazták, hiszen az figyelembe vette vallási érdekeiket, s a muzulmán vallási intézmények finanszírozását az állam magára vállalta. 1878 és 1923 között több mint 80 török újság jelent meg, a muzulmánok 1300 török nyelvű iskola működtetésével oktatási autonómiát élvezetek, a kisebbségek megtarthatták földjeiket. Komolyabb atrocitásokra csak a Bulgária által az első Balkán-háború során Törökországtól visszaszerzett területeken került sor, amikor is a hatóság Kardzsali és Momcsilgrad környékéről nagy létszámú muzulmán lakosságot űzött el, válaszul a kelet-trákiai bolgárellenes török kegyetlenkedésekre.
A bolgár kormány kisebbségi politikája 1923-ban radikálisan megváltozott. Az akkori hatalom a törökkérdést történelmi eseményekre hivatkozva a lakosság riogatására használta. Addigra az ország elvesztette a két Balkán-háborút és az első világháborút, minek következtében jelentős bolgár kisebbség került a határokon túlra, az ország nagy területi veszteségeket szenvedett, Bulgáriát elárasztották a Szerbiából, Romániából és Görögországból érkező menekültek. Ráadásul a demográfiai adatok a muzulmán lakosság gyors térnyerését mutatták. 1925-ben került sor az első szervezett bolgár-török lakosságcserére. Újabb hivatalos lakosságcserék voltak 1927-ben, 1933-ban és 1935-ben. 1934-ben kezdte meg működését a Rodina (Haza) Szövetség, melynek célja az volt, hogy a pomákokat (bolgár nemzetiségű muzulmánok) bolgár nevek felvételére ösztönözze. Ebben az időszakban Bulgáriában a Szerbiával és Görögországgal szembeni revizionista és nacionalista eszmék eluralták a politika színterét, így nem is csoda, hogy a török kisebbség jogai fokozatosan csökkentek.
A bolgár kisebbségi politikát a kommunizmus alatt két részre lehet bontani. 1945 és 1956 között a sztalini kisebbségi modell volt érvényben. A törökökkel kapcsolatos bolgár politika irányítására Moszkva Szófiába küldte A. V. Novicsevet, a leningrádi egyetem török-történelem szakos tanárát. A kommunista hatalom gyorsan leszámolt a háború előtti nemzeti politikusokkal. A Rodina Szövetség vezetőit egytől egyig meggyilkolták. A hatóság részlegesen visszaállította a török nyelvű oktatást, azonban kizárólag laikus alapon. Az ország hivatalos kisebbségi lapja a Rabotnicseszko Delo pártlap török fordítása lett. Az egyetemeken kommunista török vagy a Szovjetunióból érkező azeri professzorok oktattak török nyelven irodalmat, történelmet, filozófiát, fizikát és matematikát. A Bolgár Kommunista Párt felvett tagjai sorába sok törököt. Az új hatalom olyan kisebbségi elitet szeretett volna létrehozni, melynek segítségével felvehette volna a harcot a muzulmán vallási befolyással szemben. A kommunista rezsim ateista volta miatt azonban csak részleges sikereket ért el az erősen vallásos török lakosság soraiban. A Rodopéban pomák fegyveres csoportok görög és török segítséggel antikommunista szabotázsakciókat hajtottak végre a földek erőszakos kollektivizálása idején. Ebben az időszakban sem állt le a kivándorlás, Szófia 1951-ben kénytelen volt összesen 110 ezer muzulmánt Törökországba engedni.
A Bolgár Kommunista Párt 1956 áprilisában, Todor Zsivkov hatalomra jutásával szakított a sztalini kisebbségi politikával. Az új főtitkár ekkor kijelentette, hogy „a bulgáriai törökök a bolgár nemzet elidegeníthetetlen részei”. A diktátor 1958-ban meghirdette „a nacionalizmus és a vallási fanatizmus elleni harcot”, ami a valóságban a török nyelvű sajtó és oktatás megszűnését jelentette. A kisebbségek elnyomása Ciprus Törökország által történt lerohanása után fokozódott. 1960-tól egyre több tanulmány jelent meg arról, hogy a 16. és a 17. században a török hódítók milyen kegyetlen eszközökkel térítették muzulmán hitre a bolgár keresztényeket. Ezzel lehetett indokolni, hogy a hatóságok 1960 és 1976 között 220 ezer pomák nevét bolgárosították a rendőrség és a katonaság bevetésével. Végül a Bolgár Kommunista Párt 1977-es kongresszusán – miután ugyanebben az évben ismét hozzájárult 66 ezer török kivándorlásához – Zsivkov kijelentette, hogy az ország gyakorlatilag homogén, törölték az alkotmányból az etnikai kisebbség kifejezést, valamint a személyi okmányokból a „nemzetiségi hovatartozás” rubrikát.
Az 1984–1985-ös történések a zsivkovi politika teljes csődjét jelzik. A híressé vált törökellenes események kiváltó okai a következők:
- 1. A lakosságtól elszakadt hatóságok nem voltak képesek előre felmérni az erőszakos névváltoztatás és a mecsetek bezárásának várható következményeit.
- 2. A bolgár titkosszolgálat pontos adatokkal rendelkezett arról, hogy Kadhafi líbiai és Khomeini iráni vezető erős propagandát folytat a balkáni muzulmán kisebbségek között.
- 3. 1960-tól kezdve a bolgárok száma előbb stagnált, majd csökkent, míg a muzulmán és a cigány lakosság aránya erőteljesen növekedett.
- 4. Mivel a török lakosság zöme a kommunizmus idején viszonylag jól fizetett nehéz fizikai munkát végzett (dohánytermesztés, bányászat), a gazdasági gondokkal küszködő bolgár lakossághoz képest egyre biztosabb egzisztenciát teremtett magának.
- 5. A bolgár vezetés eszközt keresett ahhoz, hogy elvonja a lakosság figyelmét a gazdasági csődről és a katasztrofálissá vált áruhiányról. A kormánynak el kellett terelnie a közvélemény figyelmét a gorbacsovi peresztrojkáról is.

Az előzetes várakozásokkal ellentétben az erőszakos cselekmények nem arattak osztatlan sikert a bolgár közvélemény előtt. Sokan emlékeztek még azokra az időkre, amikor ugyanez a párt a török kisebbséggel való békés együttélést szorgalmazta. Ilyen körülmények között az emberek nem értették, hogy miért kell valakit meghurcolni azért, ha most meg töröknek vallja magát. A muzulmánok ellenállása sok értelmiségi számára az egyre inkább lejáratódott kommunizmussal szembeni ellenállás példájává vált. Ráadásul a közvélemény pontosan értesült az ország nemzetközi elszigetelődéséről a Szabad Európa Rádióból. A kommunista hatalom 1989-ben a „Nagy Kirándulás” néven ismert kivándorlási hullám megszervezésével az utolsó sikertelen kísérletet tette a törökprobléma megoldására. Az 1989-ben Törökországba távozott muzulmánok számát pontosan máig sem sikerült meghatározni, mivel sok menekült a kedvezőtlen anyaországi fogadtatás miatt visszatért Bulgáriába.
Az 1989-es rendszerváltozás során a legelső intézkedések között hatályon kívül helyezték a török- és muzulmánellenes intézkedéseket, az eredeti nevűket visszavenni kívánók számára könnyített adminisztratív eljárás került bevezetésre. A börtönben lévő Ahmed Dogan török nemzetiségű filozófust, a Mozgalom a Jogokért és a Szabadságokért párt alapítóját szabadon engedték. Az 1990-es demokratikus választások óta a Mozgalom a Jogokért és Szabadságokért párt minden parlamentben szerepelt, több ízben is tagja volt a kormánykoalíciónak.
Egy szociológiai tanulmány következtetései e témában:
- 1. A mindennapi kapcsolatokban komoly ellentét sehol sem tapasztalható.
- 2. Vallási szélsőségesnek csupán a muzulmánok és a keresztények S százaléka nevezhető.
- 3. Az erőszakmentesség ellenére minden közösségben erős előítéletek és sztereotípiák élnek a másikkal szemben.
- 4. Mind a bolgárok, mind a muzulmánok leginkább a cigányokkal szemben mutatnak intoleranciát.
- 5. A másik közösségről szóló rémhíreket az emberek személyesen általában nem tapasztalták, a sajtóból értesülnek róla.
- 6. A bolgár közvélemény egyrészt elítéli a zsivkovi erőszakot, elismeri a szabad vallásgyakorlás és névhasználat jogát, azonban elképzelhetetlennek tartja a kollektív kisebbségi jogok bevezetését.
- 7. A muzulmánok többsége Todor Zsivkovval és a Bolgár Kommunista Párttal azonosítja az 1984–1985-ös erőszakot, nem a bolgárság egészével.
- 8. Az északkelet-bulgáriai török társadalom sokkal jobban integrálódott, mint a rodopei. Komolyabbnak nevezhető kölcsönös utálat és etnikai feszültség leginkább csak a fele-fele arányban lakott Kardzsali városában és annak környékén tapasztalható.[6]

### Zsidók
A pliszkai és a ruszei régészeti leletek arról tanúskodnak, hogy a mai Bulgária területén már a római korban éltek zsidó közösségek. Jelentősebb izraelita kolóniákról azonban csak azután beszélhetünk, hogy a Spanyolországból elűzött szefárdok megérkeztek a Török Birodalomba. Bár az újonnan érkezettek, mivel nem voltak muzulmánok, adófizető másodrangú állampolgároknak számítottak, ám saját hierarchiájukat kialakítva gyorsan megtalálták helyüket a balkáni nagyvárosokban. A bolgár közvélemény körében is jelen volt az Európára jellemző antiszemitizmus, melynek okai a következők:
- 1. A bolgár paraszti rétegek kizsákmányolói (gazdagabb keresztény földbirtokosok és a török birodalmi apparátus) a városokban éltek, ahová a zsidóság is kivétel nélkül letelepedett.
- 2. A keresztény gyermekek vérét ivó zsidókról szóló rémtörténetek Európához hasonlóan a középkori Bulgáriában is terjedtek.
- 3. A zsidóság jobban elfogadta a török uralmat, ami miatt a bolgárok árulóknak és a törökökkel kollaborálóknak tartotta őket.
- 4. A birodalom adószedői a görögök és a zsidók voltak, mivel ez a két nemzetiség rendelkezett megfelelő pénzügyi tapasztalatokkal.
- 5. A bulgáriai zsidók is önkéntes izolációban éltek.

A 17. és a 18. században a Habsburg Birodalom területéről sok askenázi zsidó menekült Bulgáriába. Ők hozták létre a jelentős ruszei és vidini izraelita közösségeket. A 18. században a helyi zsidóság egyre jelentősebb szerepet játszott a gazdaságban. A birodalom első bankját a zsidó származású Arie család hozta létre a 18. században Szamokovban. A felszabadulást megelőző időszakban a már említett nagy jelentőségű bolgár forradalmi sajtó elmarasztalta a zsidó közösségeket, mert azok együttműködtek a törökökkel. Ettől függetlenül az 1878-as tirnovói alkotmány az ország muzulmán kisebbségéhez hasonlóan a zsidóság vallási jogait is biztosította.
Az ország zsidósággal szembeni toleranciájára jellemző, hogy bár Borisz cár Hitler szövetségese volt, a bulgáriai zsidóságot a német nyomás ellenére nem deportálták, illetve egyetlen zsinagógát sem romboltak le. Hitlernek mindössze annyit sikerült elérnie, hogy a bolgár nemzetgyűlés elfogadta az úgynevezett Nemzetvédelmi törvényt, mely szerint a korábban a bolgár elittel elvegyült tehetősebb zsidó rétegnek ki kellett költöznie Szófiából, továbbá minden izraelitának kötelező volt hordania a sárga csillagot (azoknak a zsidó származású állampolgároknak, akik harcoltak az első világháborúban, „csak” sárga keresztet kellett viselniük). Más volt azonban a helyzet a Bulgária által megszállt görögországi és jugoszláviai területeken. Trákiában és Macedóniában a visszatért bolgár közigazgatásnak meg kellett engednie, hogy a németek deportálják a helyi zsidókat. A macedóniai zsidóság elhurcolásában vett részt, a vádak szerint, Kurt Waldheim, az ENSZ későbbi főtitkára, Ausztria egykori elnöke.
A háború után a baloldali zsidó értelmiség komoly szerepet töltött be a kommunista pártban. Ez a helyzet azonban az 1949-es moszkvai antiszemita perek hatására fokozatosan megszűnt, bár a bolgár kommunisták ilyen jellegű megnyilvánulásait össze sem lehet hasonlítani a szovjet vagy a lengyel elvtársak tudatos zsidóellenes politikájával. Erre a legjobb példa, hogy a bolgár kommunisták az ötvenes években nem akadályozták meg az ország zsidó lakosságának szinte teljes körű kivándorlását Izraelbe. Kelet-Európában ez szinte egyedülálló volt.

## Vallás

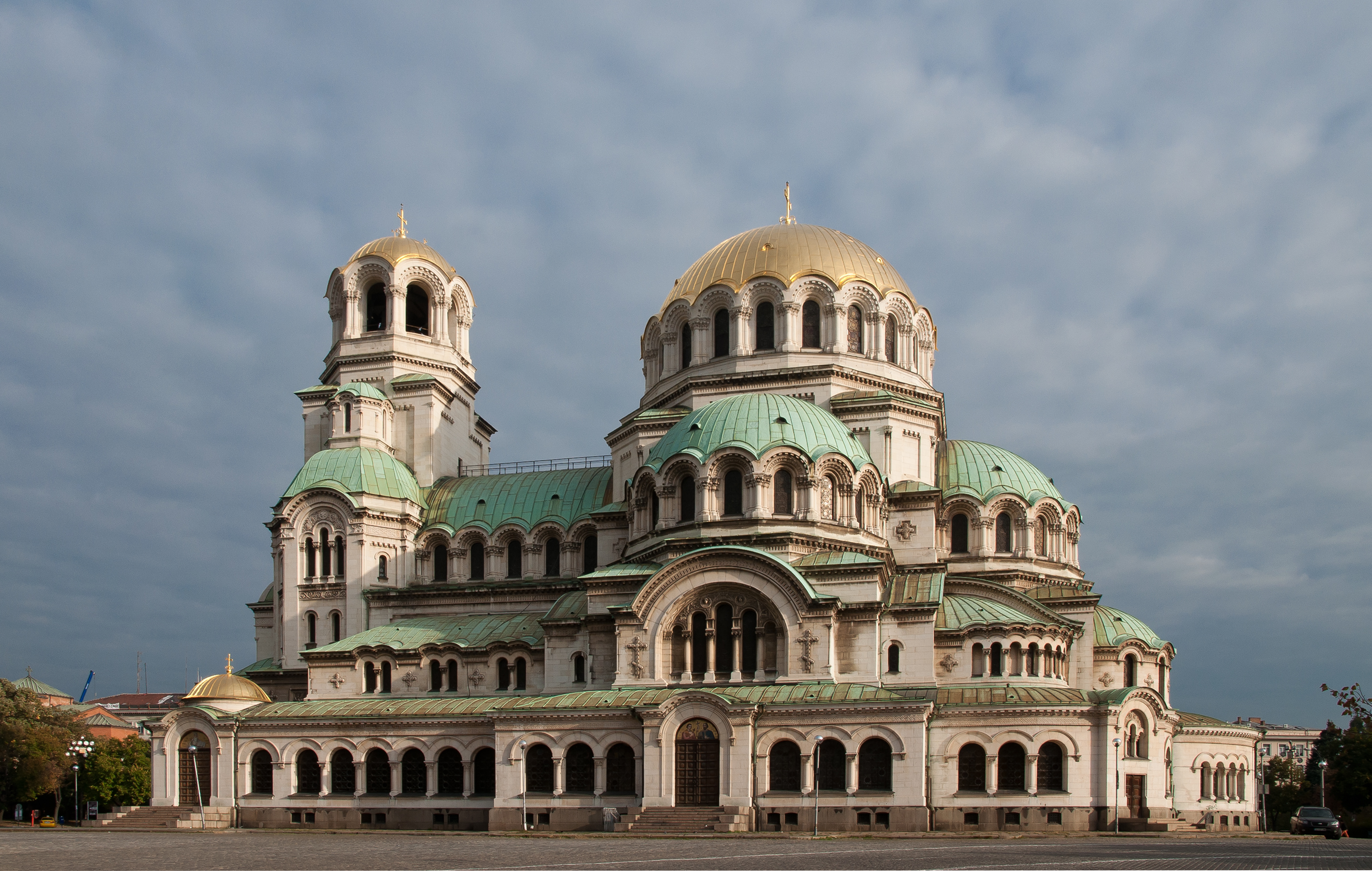
Az Alekszandr Nyevszkij-székesegyház Szófiában, az egyik legnagyobb ortodox székesegyház Európában

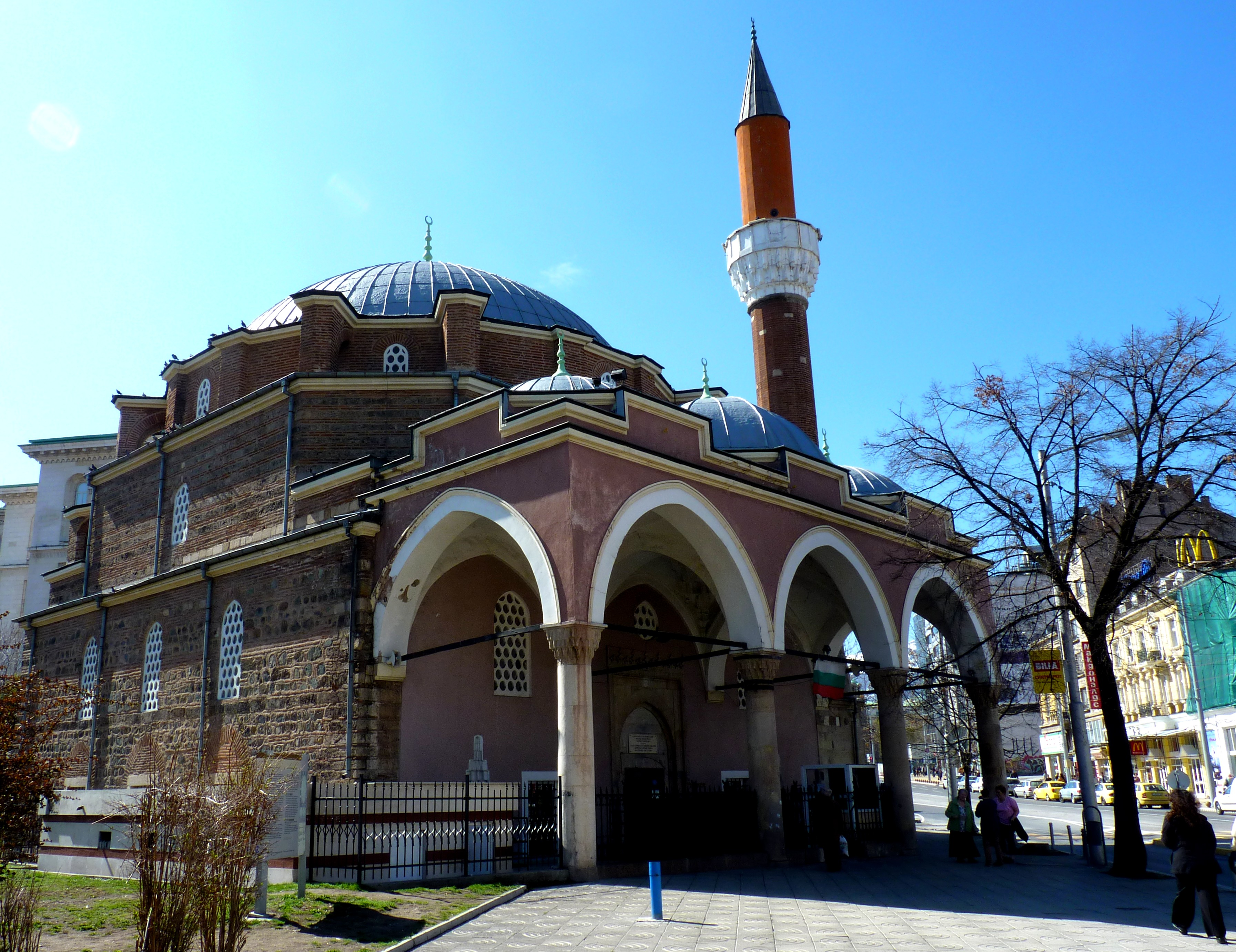
A Banja Basi mecset, Szófia

Félhivatalos államvallás az ortodox kereszténység. A második legnagyobb vallás az iszlám, melyet a lakosság 12%-a vallott magáénak. Az iszlám valláshoz tartozik a török kisebbség szinte teljes egészében és a cigány kisebbség kb. 40%-a. Emellett jelentős bolgár nemzetiségű muzulmán közösség is van (a pomákok).
A 2002-es népszámlálási adatok a felekezeti megoszlásról:
| Felekezet       | Létszám   | Arány   |
| --------------- | --------- | ------- |
| ortodox         | 6 552 751 | 81,44%  |
| muszlim         | 966 978   | 12,02%  |
| katolikus       | 43 811    | 0,54%   |
| protestáns      | 42 308    | 0,53%   |
| örmény          | 6500      | 0,08%   |
| fehér testvérek | 1243      | 0,02%   |
| buddhista       | 1042      | 0,01%   |
| izraelita       | 573       | 0,01%   |
| krisnatudatú    | 533       | 0,01%   |
| bahá’í          | 105       | 0,00%   |
| evangélikus     | 23        | 0,00%   |
| nem válaszolt   | 308 116   | 3,83%   |
| teljes lakosság | 8 046 652 | 100,00% |

## Demográfiai irányelvek
A bolgár népesség számának fokozatos csökkenése gátolja a gazdasági növekedést és a jólét javulását, és a negatív következmények enyhítésére alkalmazott irányítási intézkedések nem foglalkoznak a probléma lényegével. A 2017 és 2021 közötti időszakra szóló kormányprogram az első, amely a tendencia megdöntésére törekszik. A program meghatározza továbbá e cél elérésének elsődleges eszközeit: a születési arány növelését, az ifjúsági kivándorlás csökkentését, valamint a bulgáriai üzleti igényekhez igazított modern bevándorlási politika végrehajtására irányuló szabályozási és intézményi kapacitás kiépítését.

## Népességfogyás
A leggyorsabban fogyó népességű országok közé tartozik Bulgária, amely a leggyorsabb népességcsökkenést tapasztalja a világon százalékos arányban. Bulgária népessége évtizedek óta csökkenő tendenciát mutat, többek között az alacsony születési arányok, magas halálozási arányok, és jelentős elvándorlás miatt.
Az ENSZ és más demográfiai kutatások szerint Bulgária népessége 2020 és 2050 között akár 22%-kal is csökkenhet, ami azt jelenti, hogy a lakosság több mint egyötöde eltűnhet ebben az időszakban. A demográfiai válságot tovább súlyosbítja az elöregedő lakosság, ami növeli a társadalomra és a gazdaságra nehezedő nyomást.